# Lave
För andra betydelser, se Lave (olika betydelser).

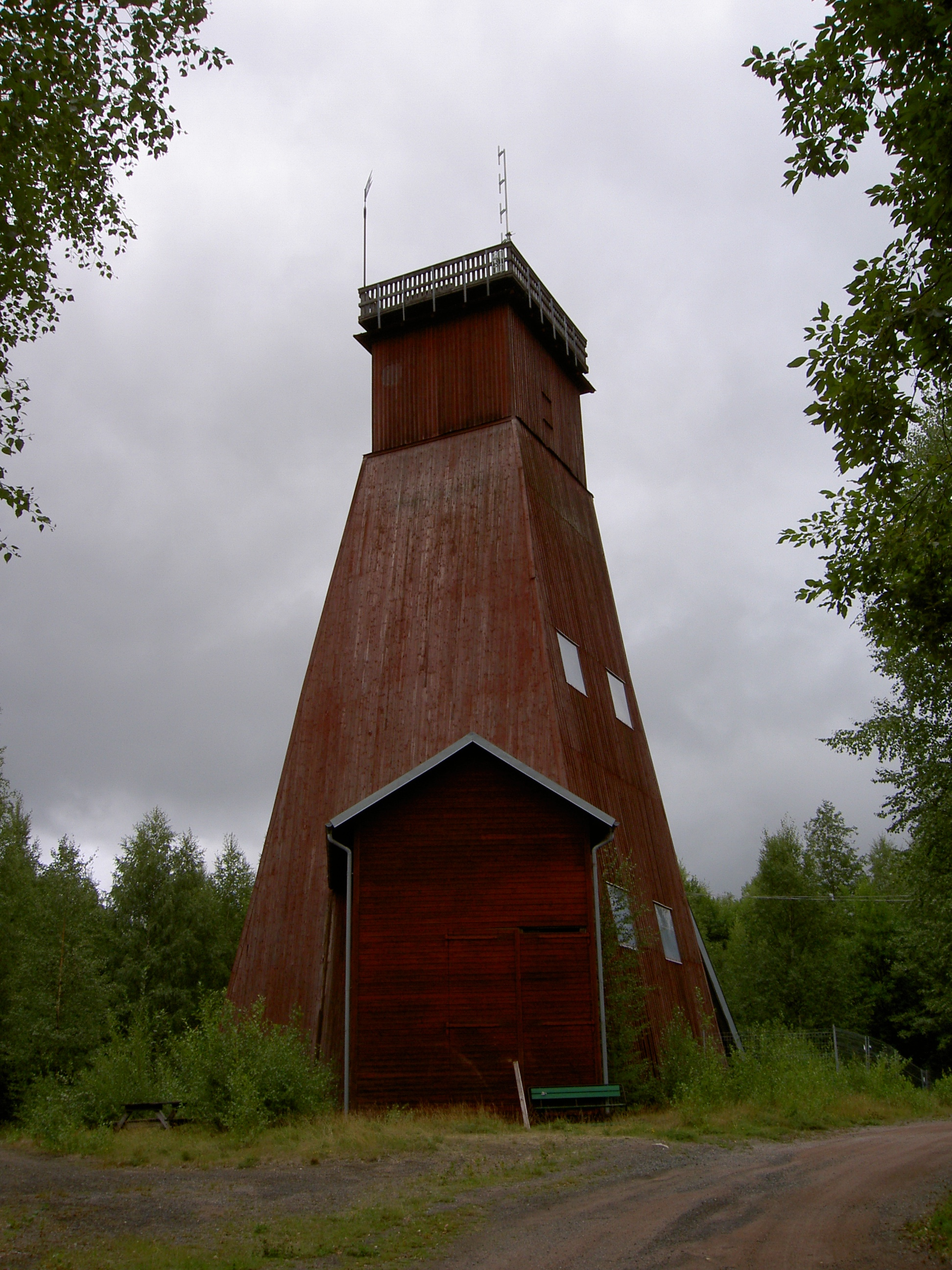
Gruvlave i trä vid Intrångets gruvor i Dalarna.

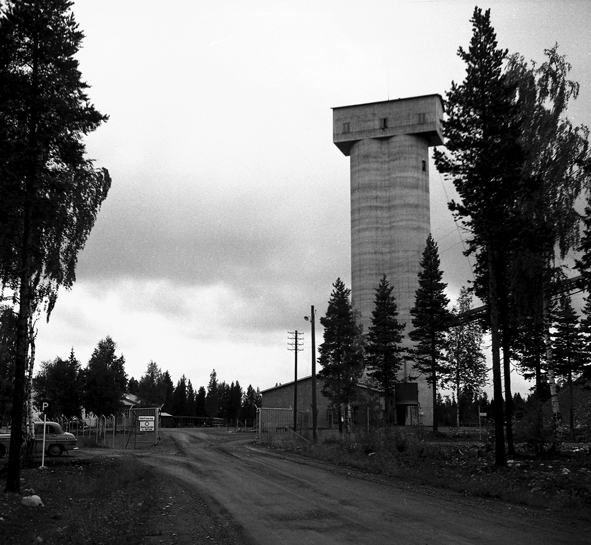
Gruvlaven i Renström, Västerbotten 1958.

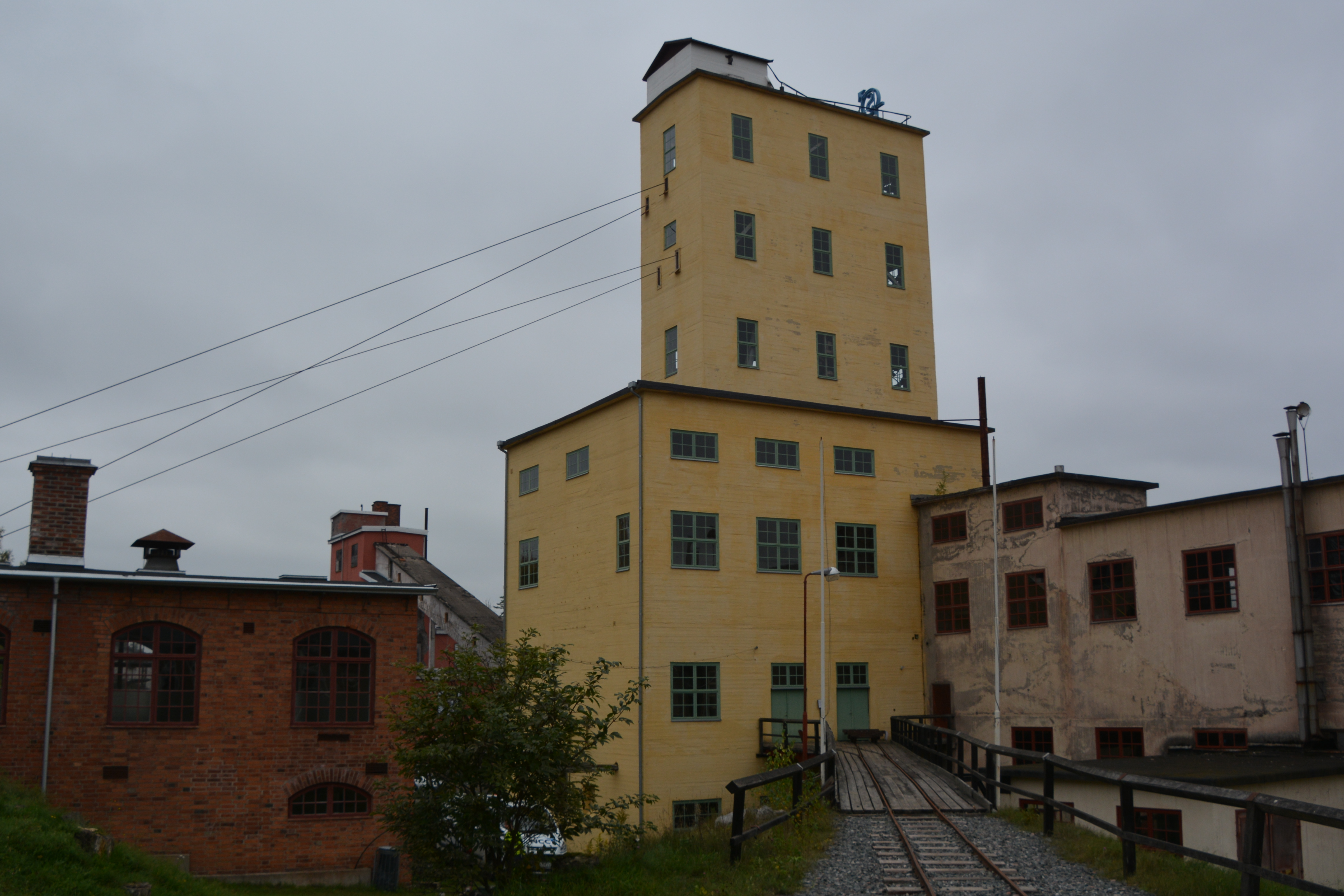
Gruvlaven på Stripa gruva, från 1942

En lave eller gruvlave är överbyggnaden till ett gruvschakt och inrymmer gruvspelet. 
Ända in på mitten av 1900-talet använde man sig i Sverige av lavar byggda av trä. Från slutet av 1910-talet och framåt byggdes de även i betong och blev allt högre. Den första laven i betong i Sverige byggdes i Kärrgruvan utanför Norberg år 1916, även om formspråket var hämtat från trälavarna. Hissmaskineriet hade i princip alltid stått bredvid lavarna, men 1943 byggdes vid Ramhälls gruva en 44 meter hög betonglave med ett tungt spel uppe i toppen. Anledningarna till den ökade höjden var att man ville ha fallhöjd på det brutna berg man hissade upp, samt att spelhastigheten ökades. Så småningom kom även lavar av stål. Dessa har särskilt använts vid mindre gruvor och undersökningsarbeten.
Det har även byggts ett fåtal lavar i slaggtegel, ett slags murstenar som göts av slaggen man tappade ut från masugnarna. Två exempel på bevarade slaggstenslavar, unika i sitt slag, finns vid Klackbergsfältet utanför Norberg, och en fanns vid Sköttgruvefältet utanför Högfors söder om Grängesberg, men den revs 1958, när en modernare betonglave skulle byggas på samma plats.
I slutet av 1950-talet utvecklade Boliden AB en flyttbar gruvlave, en så kallad gruvcirkus. Den var ett sätt att snabbt driva undersökningsgruvor ute i markerna. Anläggningen kunde sedan enkelt flyttas om det visade sig att fyndigheten inte var lönsam. Olika storlekar av dessa gruvcirkusar togs fram för olika ändamål.  